# Rosamond McKitterick
Rosamond McKitterick (Chesterfield, 1949) es una historiadora y medievalista británica, especializada en la etapa carolingia.

## Biografía
Nació en la localidad inglesa de Chesterfield en 1949 como Rosamond Pierce. Ha sido profesora en la Universidad de Cambridge. Autora de diversas obras de historia medieval, McKitterick está especializada en el estudio de la dinastía carolingia.
Entre sus publicaciones se encuentran títulos como The Frankish Church and the Carolingian Reforms, 789-895 (1977), The Frankish Kingdoms under the Carolingians, 751-987 (1983), The Carolingians and the Written Word (1989), Books, Scribes and Learning in the Frankish Kingdoms, 6th to 9th Centuries (1994), History and Memory in the Carolingian World (2004), Perceptions of the Past in the Early Middle Ages (2006) y Charlemagne: the formation of a European identity (2008).
También ha sido editora de The Uses of Literacy in Early Medieval Europe (1990), Carolingian Culture: emulation and innovation (1994), Edward Gibbon and Empire (1997) junto a Ronald Quinault, el segundo volumen de The New Cambridge Medieval History ("c. 700-c. 900") (1995), Atlas of the Medieval World (2004) y The Resources of the Past in Early Medieval Europe (2015), junto a Clemens Gantner y Sven Meeder.